# Electricista
Un electricista es un profesional especializado en la realización de instalaciones y reparaciones relacionadas con la electricidad, con enfoque particular en máquinas e iluminación. Es importante no confundirlo con un liniero, que en algunos países también puede denominarse técnico electricista.
Dentro de esta profesión, se encuentran diversas especialidades, cada una adaptada al tipo específico de trabajo a realizar. Algunos ejemplos incluyen la instalación y mantenimiento de redes de alta tensión, trabajos en instalaciones eléctricas para residencias o locales comerciales (como oficinas y talleres), alumbrado público, así como la reparación de averías eléctricas en maquinaria y electrodomésticos.

Es esencial distinguir entre un electricista especializado en instalaciones domiciliarias y uno enfocado en el ámbito industrial. Mientras que el primero se dedica a trabajos relacionados con la electrificación de viviendas, el segundo se enfoca en la instalación y mantenimiento de sistemas eléctricos y maquinaria en entornos comerciales.

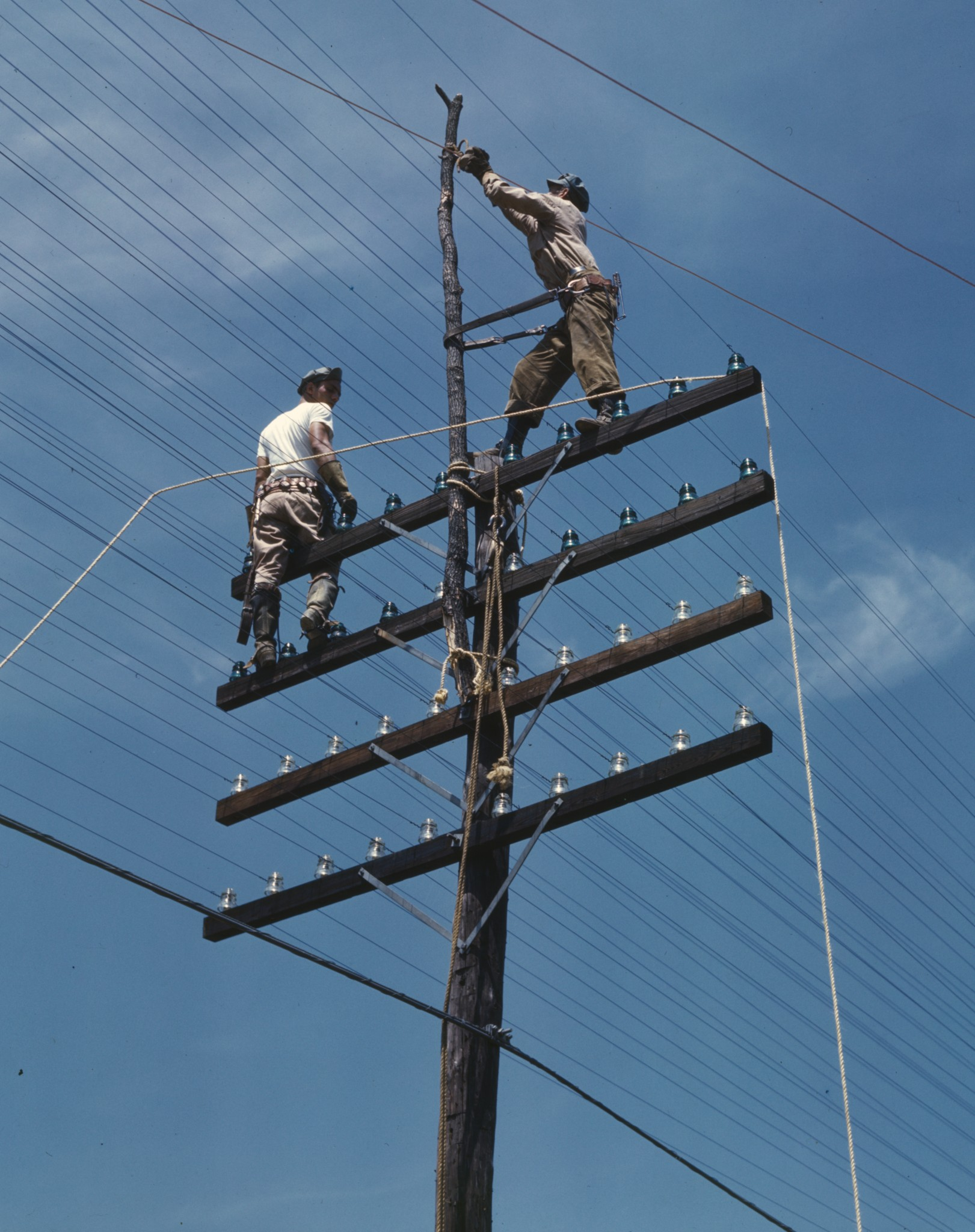
Electricistas linieros

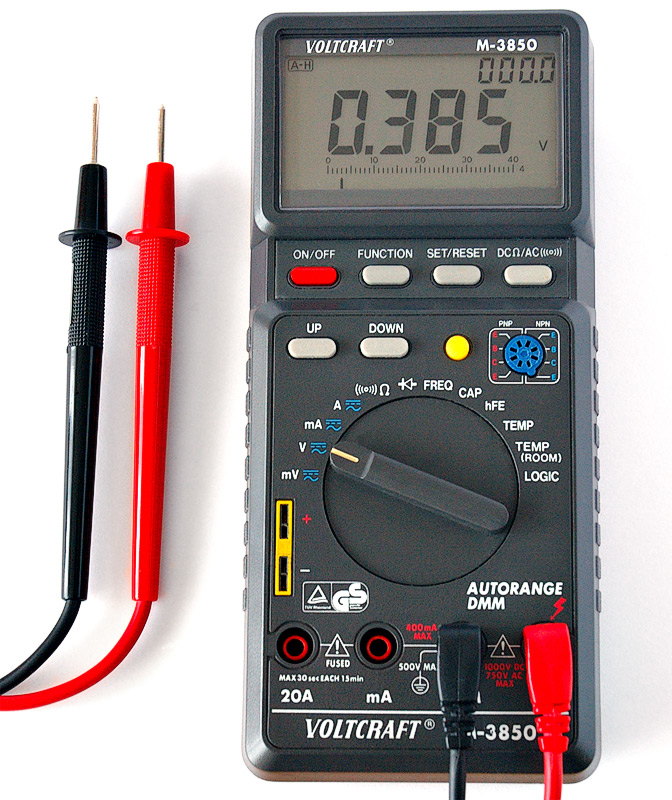
El polímetro, un instrumento de electricista.

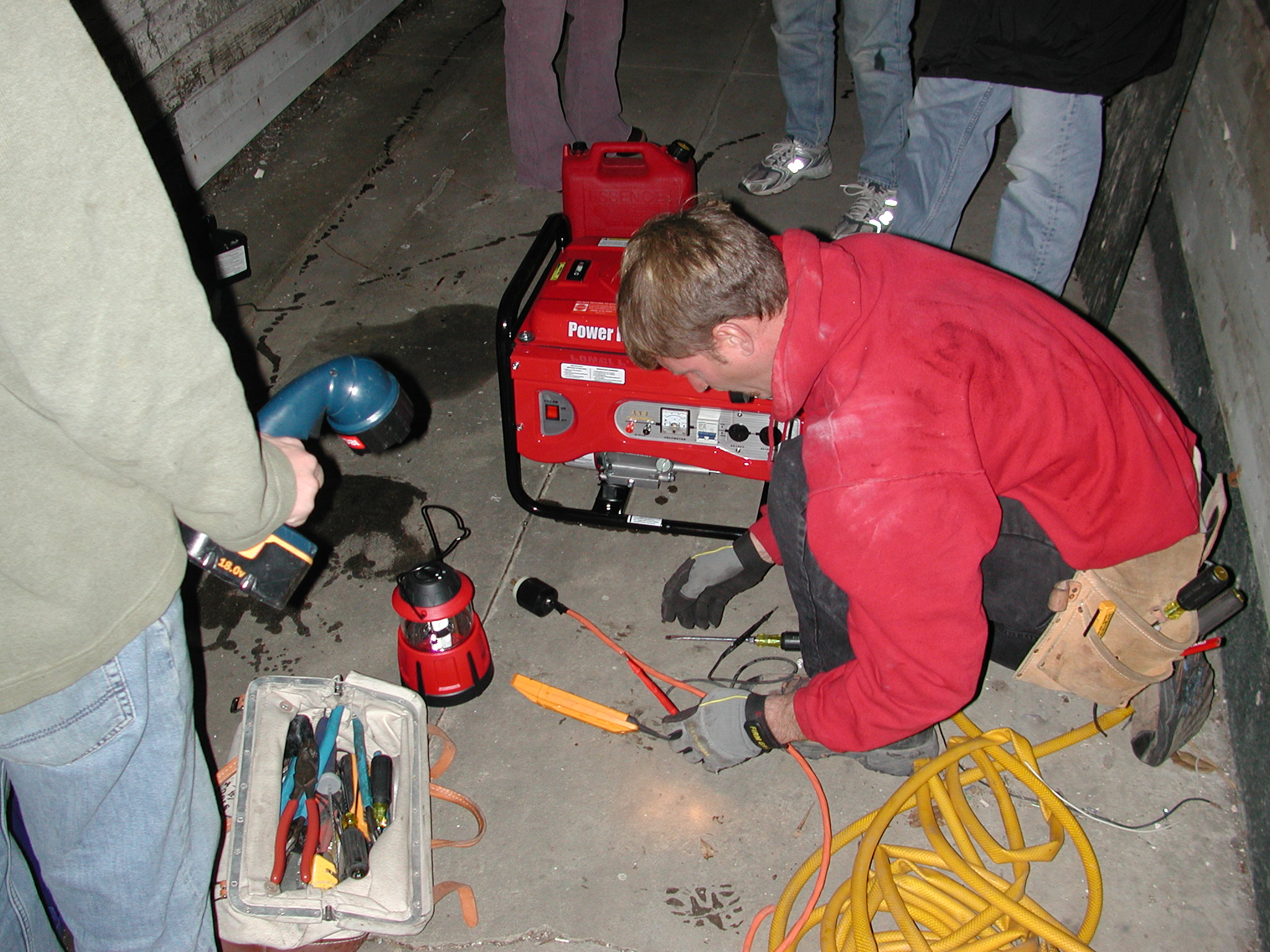
Un electricista durante la reparación de un generador doméstico.

## Funciones
Los técnicos electricistas se encargan de arreglar desde enchufes hasta instalaciones de centros de carga, paneles eléctricos industriales, líneas de alta tensión, etc. El trabajo del electricista no se limita a trabajar en viviendas o edificios, con el crecimiento de la industria los electricistas se forman y capacitan para realizar trabajos como el de reparación y mantenimiento preventivo de todo tipo motores eléctricos monofásicos y trifásicos, contactores, limitadores eléctricos, arrancadores suaves (soft start), variadores de frecuencia, temporizadores, electroválvulas, conexiones en estrella y delta de transformadores, manejo adecuado de ductos y tuberías para uso en instalaciones eléctricas, y respetando la normativa de seguridad que sugiere el código nacional eléctrico (código NEC).
Para trabajar en la industria y fábricas los técnicos electricistas deben tener también conocimientos de electrónica, conocer sobre automatización que incluye saber de sensórica, transductores y actuadores, saber también sobre señales digitales y analógicas y conocer de sobre controladores lógicos programables llamados PLCs. Programar PLCs es el nivel más alto en conocimiento que un técnico electricista puede alcanzar en lo que a la industria se refiere.[cita requerida] Pudiendo efectuar diversos trabajos requeridos en su campo de manufactura.

## Elementos de trabajo
Los electricistas trabajan con materiales, herramientas manuales y equipos de verificación y control, entre los que se encuentran:
- material eléctrico: cables, protecciones eléctricas, terminales de conexión.
- multímetro o polímetro
- megger o multitester
- alicates
- destornillador
- cinta aislante
- Probador de tensión

## En España

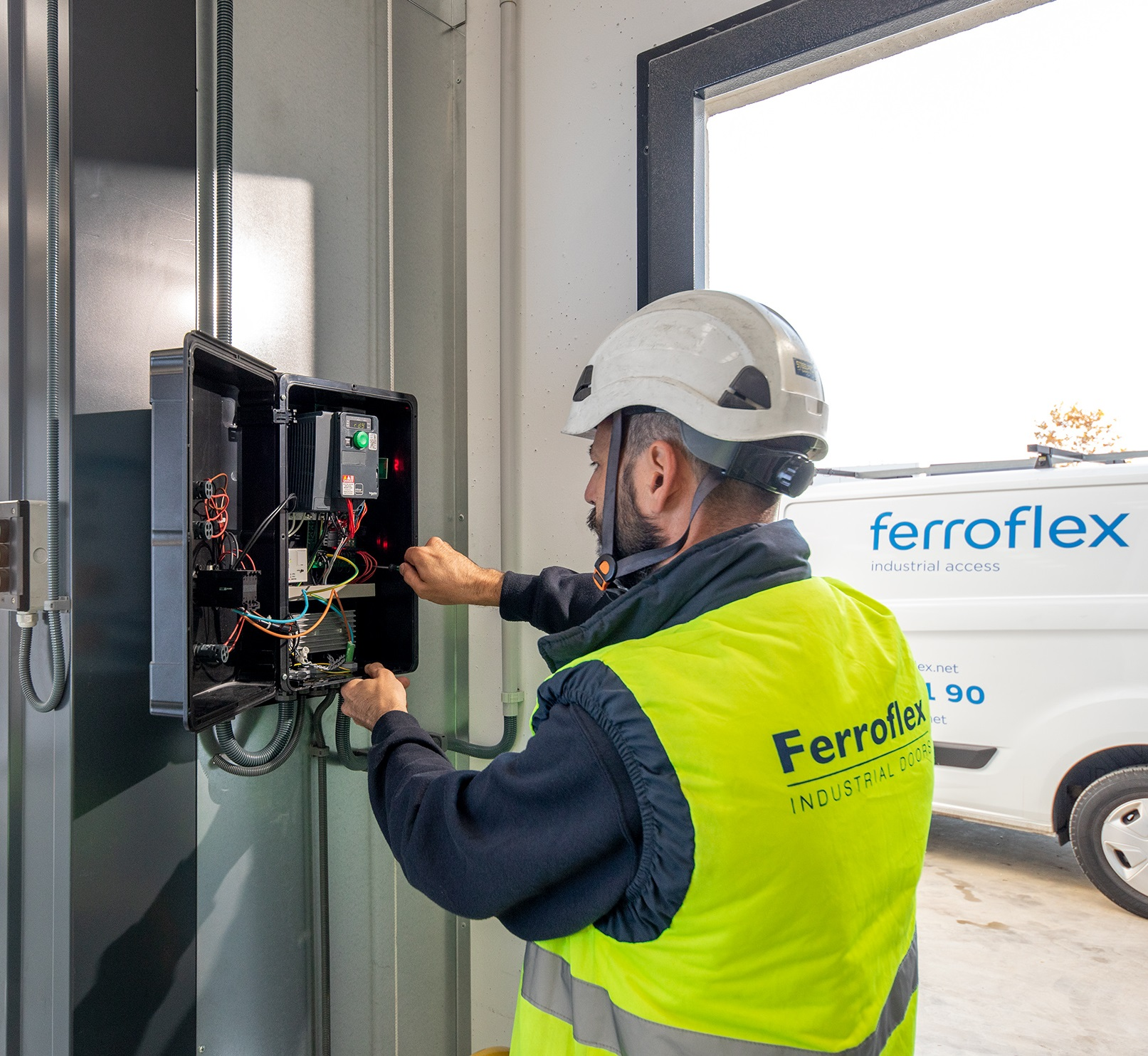
Electricista profesional autorizado instala la parte eléctrica de una puerta automática industrial

Los conocimientos y titulaciones técnicas se adquieren en los institutos de formación profesional. El máximo título al que se puede aspirar mediante el estudio es el de la ingeniería eléctrica, que habilita al graduado (Ingeniero Eléctrico) en el diseño de máquinas eléctricas e instalaciones complejas, así como las diversas atribuciones que la ley les confiere como facultativos.
Sin embargo, para poder realizar instalaciones eléctricas, tanto de baja como de alta tensión, el electricista debe contar con una acreditación oficial llamada "Electricista Instalador Autorizado" que demuestre que conoce las normas de seguridad vigentes como para poder realizar esta función, además debe desarrollar habilidades para trabajos en altura ya sea en torres de alta tensión o en postes de media tensión. De estas labores surgieron los primeros electricistas dedicados a la construcción y mantenimiento de líneas y redes de transmisión y distribución eléctricas, los llamados linieros.

## En Uruguay
Si bien el oficio de electricista se aprende con la práctica, se puede obtener un grado de especialización para poder firmar instalaciones eléctricas. En Uruguay se le conoce como "Electricista Autorizado por UTE". Para obtener la categoría D, que es el título básico, es necesario estudiar en la UTU 2 años. Después se ha de realizar una práctica en una empresa autorizada como Alianza Electricistas. Esas pasantías serán de 4 meses y finalmente se debe de efectuar la prueba de certificación en UTE. Al ser éste el ente estatal encargado de la generación, distribución y regulación del suministro eléctrico. 
Estas son las categorías que un técnico electricista puede obtener en Uruguay y determinan el grado de especialización del electricista.